# Literaturjahr 1982
Liste der Literaturjahre

◄◄ | ◄ | 1978 | 1979 | 1980 | 1981 | Literaturjahr 1982 | 1983 | 1984 | 1985 | 1986 | ► | ►►

Weitere Ereignisse

## Ereignisse

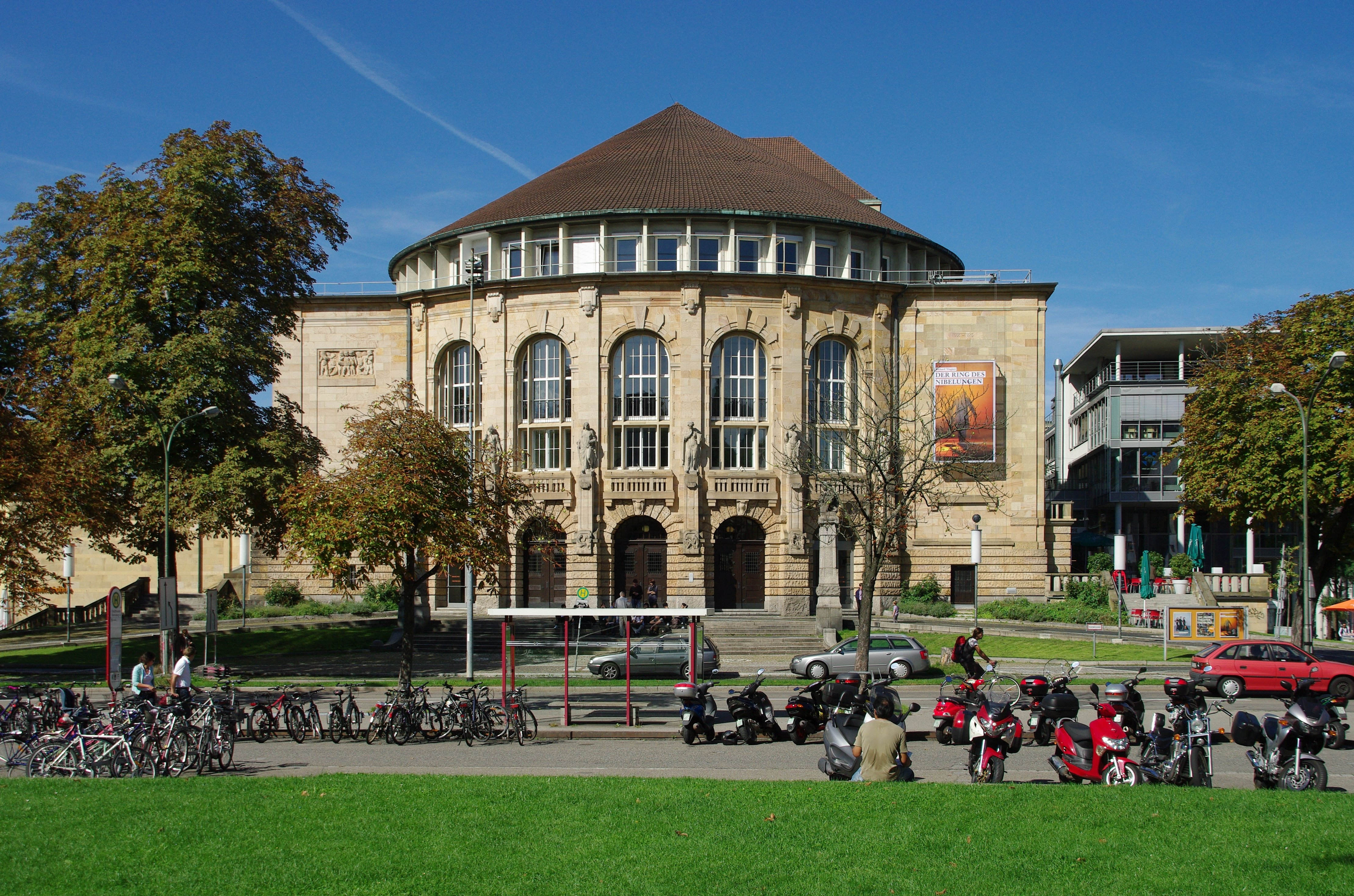
Ostfassade des Freiburger Theaters

- Köln/Freiburg im Breisgau: Gleich zwei Theaterinszenierungen von Dramen William Shakespeare erzürnten das Publikum in Köln und in Freiburg Anfang 1982. Luc Bondy hatte es bei seiner Interpretation von Macbeth am Schauspiel Köln gewagt, drei nackte Hexen und ein ebenso hüllenfreies Königspaar zu präsentieren, Valentin Jeker missglückte bei seiner Wahl des Hamlets am Theater Freiburg mit einem faulen und adipösen Hauptdarsteller, Martin Sperr, den Die Zeit auch als „Selbstdarsteller“ bezeichnete. Dennoch seien beide Umsetzungen weit davon entfernt gewesen, regelrecht skandalös zu sein: „Seltsamerweise sind beide Aufführungen eher zarter als spektakulärer Natur, von den provokativen, ‚entlarvenden‘ Mitteln eines rabiaten Regie Theaters weit entfernt. Beide Aufführungen auch meinen es gut mit Shakespeares Figuren, dämonisieren sie nicht, stellen sie nicht hämisch bloß. Keine Titanen, keine Monster, keine Mordmaschinen werden vorgeführt, sondern schwache, schutzlose, oft klägliche Menschen.“[1]

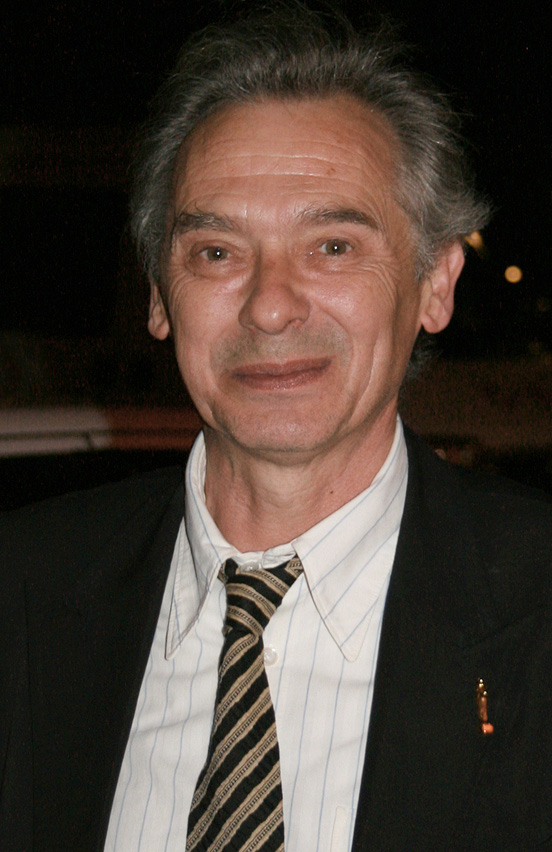
Felix Mitterer

- Hall in Tirol/Tirol: Die neben Karl Schönherrs Glaube und Heimat und Fritz von Herzmanovsky-Orlandos Kaiser Josef und die Bahnwärterstochter geplante Uraufführung von Felix Mitterers Stigma im Rahmen der Tiroler Volksschauspiele in Hall wird nach der Lektüre des Stücks durch den dortigen Bürgermeister untersagt. Daraufhin wurde zunächst versucht, einen anderen Spielort in Innsbruck oder in Wien zu finden, bevor der eigentliche Theaterskandal anfing, indem das Stück zunächst in einem Leserbrief als „schmutziges porno-blasphemisch-anarchistisches Theater“ beschimpft wurde.[2] Im Juni forderten die Europäischen Bürgerinitiativen zum Schutze der Menschenwürde konkret die Streichung zweier Szenen. Das Medienecho im deutschsprachigen Raum war groß, die eigentliche Premiere im Fenster erfolgte jedoch ohne den erwarteten Eklat.[3]
- Das erste Buch der rumäniendeutschen Schriftstellerin Herta Müller, Niederungen, wird in Rumänien lediglich zensiert veröffentlicht, nachdem es vier Jahre lang beim Verlag unbearbeitet lag. 1984 erscheint es in der Originalversion in Deutschland.[4][5]
- US-amerikanische Bibliotheken rufen die Banned Books Week gegen Eingriffe in die Meinungsfreiheit im Literaturwesen ins Leben.

## Preise

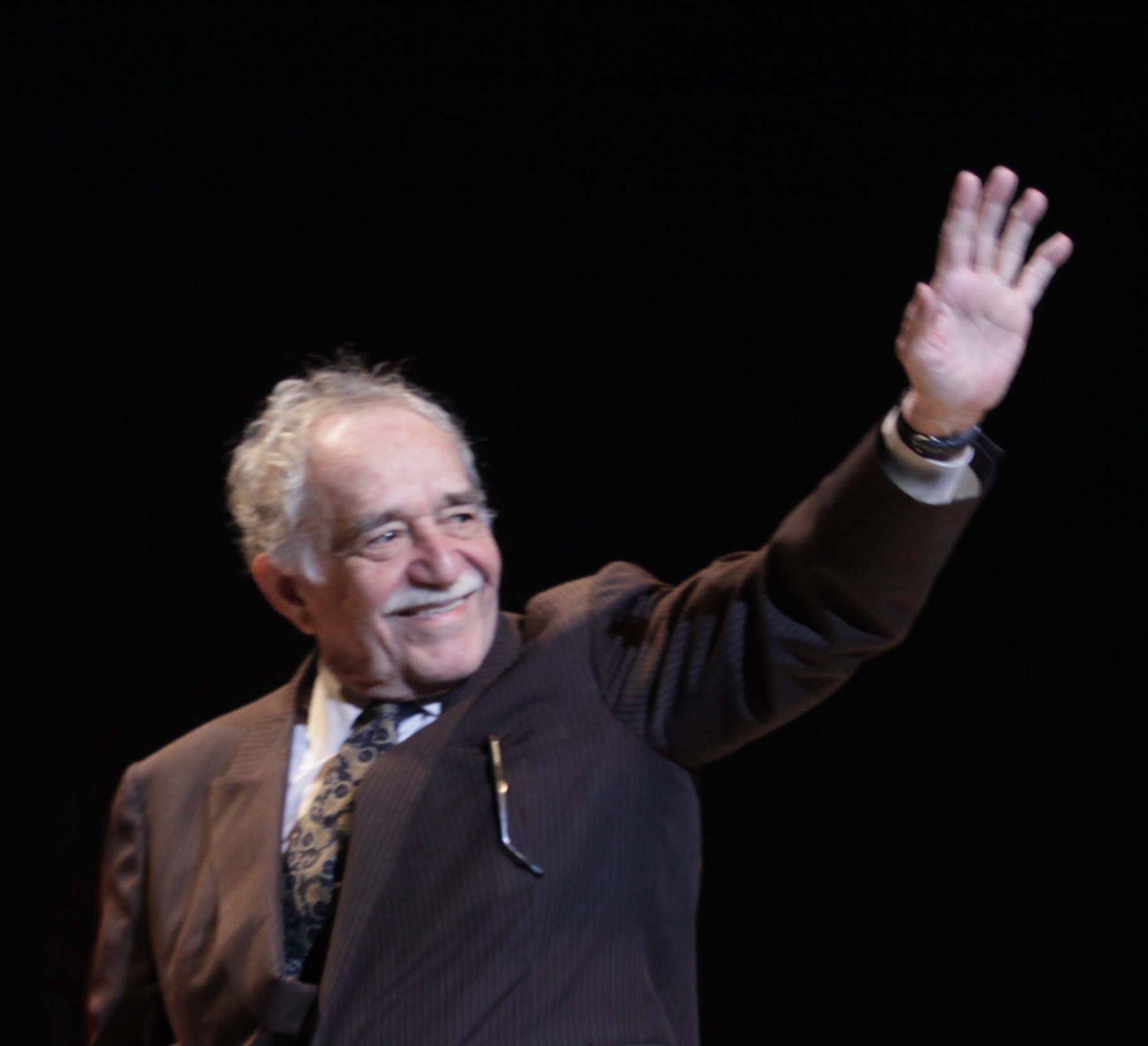
Gabriel García Márquez

- Literaturnobelpreis: Gabriel García Márquez[6]

- Nebula Award

- Michael Bishop, No Enemy But Time, Nur die Zeit zum Feind, Kategorie: Bester Roman
- John Kessel, Another Orphan, Eine andere Waise, Kategorie: Bester Kurzroman
- Connie Willis, Fire Watch, Brandwache, Kategorie: Beste Erzählung
- Connie Willis, A Letter from the Clearys, Ein Brief von den Clearys, Kategorie: Beste Kurzgeschichte

- Hugo Award

- C. J. Cherryh, Downbelow Station, Pells Stern, Kategorie: Bester Roman
- Poul Anderson, The Saturn Game, Das Saturnspiel, Kategorie: Bester Kurzroman
- Roger Zelazny, Unicorn Variation, Die Einhorn-Variante auch: Einhorn-Varianten, Kategorie: Beste Erzählung
- Clifford D. Simak, Grotto of the Dancing Deer, Grotte des tanzenden Wildes, Kategorie: Beste Kurzgeschichte

- Locus Award

- Julian May, The Many-Colored Land, Das vielfarbene Land, Kategorie: Bester SF-Roman
- Gene Wolfe, The Claw of the Conciliator, Die Klaue des Schlichters, Kategorie: Bester Fantasy-Roman
- Somtow Sucharitkul, Starship & Haiku, Das letzte Haiku verhallt, Kategorie: Bester Erstlingsroman
- John Varley, Blue Champagne,  Kategorie: Bester Kurzroman
- George R. R. Martin, Guardians, Kategorie: Beste Erzählung
- John Varley, The Pusher, Kategorie: Beste Kurzgeschichte
- George R. R. Martin, Sandkings, Kategorie: Beste Sammlung
- Robert Lynn Asprin, Shadows of Sanctuary, Kategorie: Beste Anthologie

- Kurd-Laßwitz-Preis

- Wolfgang Jeschke, Der letzte Tag der Schöpfung, Kategorie: Bester Roman
- Wolfgang Jeschke, Dokumente über den Zustand des Landes vor der Verheerung, Kategorie: Beste Erzählung
- Ronald M. Hahn, Ein paar kurze durch die Zensur geschmuggelte Szenen aus den Akten der Freiheit & Abenteuer GmbH, Kategorie: Beste Kurzgeschichte
- Horst Pukallus, Kategorie: Bester Übersetzer
- Wolfgang Jeschke als Förderer der deutschen SF und Herausgeber des Heyne Science Fiction Magazin, Sonderpreis

- Philip K. Dick Award

- Rudy Rucker, Software, Software

- Booker Prize: Thomas Keneally, Schindler's Ark
- Friedenspreis des deutschen Buchhandels: George F. Kennan
- Prix Goncourt: Dominique Fernandez, dans la main de l'Ange
- Pulitzer Prize for Drama: Charles Fuller, A Soldier's Play
- Pulitzer Prize for Fiction: John Updike – Rabbit Is Rich
- Pulitzer Prize for Poetry: Sylvia Plath: The Collected Poems
- Premio Nadal: Fernando Arrabal, La torre herida por un rayo
- Toronto Book Awards: Claude Bissell, The Young Vincent Massey; Marian Engel, Lunatic Villas
- Georg-Brandes-Preis: Thomas Bredsdorff: Tristans børn. Angående digtning om kærlighed og ægteskab i den borgerlige epoke
- Søren-Gyldendal-Preis: Svend Cedergreen Bech
- Kritikerprisen (Dänemark): Svend Cedergreen Bech, Himmel og helvede
- Weekendavisens litteraturpris: Villy Sørensen, Ragnarok. En gudefortælling
- Kritikerprisen (Norwegen): Åge Rønning, Kolbes reise

## Neuerscheinungen
Belletristik
- Anna Göldin – Eveline Hasler
- Das Attentat – Harry Mulisch
- Die Ballade von der Typhoid Mary – Jürg Federspiel
- Blaubart – Max Frisch
- Brief an Lord Liszt – Martin Walser
- The Dark Tower: The Gunslinger – Stephen King
- The Day They Came to Arrest the Book – Nat Hentoff
- Die Farbe Lila – Alice Walker
- Foundation’s Edge – Isaac Asimov
- Der fremde Freund – Christoph Hein
- Frühling, Sommer, Herbst und Tod – Stephen King
- Fuck Off, Amerika – Eduard Limonow
- Das Geisterhaus –  Isabel Allende
- Das Hotel New Hampshire – John Irving
- In Irland gibt es keine Schlangen – Frederick Forsyth
- Ein Kind – Thomas Bernhard
- Der Mann aus Sankt Petersburg – Ken Follett
- Mantissa – John Fowles
- Menschenjagd – Stephen King
- Niederungen – Herta Müller
- Schindlers Liste – Thomas Keneally
- Die Sonne war ein grünes Ei – H. C. Artmann
- Sortie d’usine – François Bon
- Das Unnennbare – H. P. Lovecraft
- The Valley of Horses – Jean M. Auel
- Wittgensteins Neffe – Thomas Bernhard
- Das Zeitalter der Sterne – Mike Resnick
- Zum Nachtisch Krieg – William Boyd

Kinder- und Jugendliteratur
- Das Avocado-Baby – John Burningham
- Freunde – Helme Heine
- Kommissar Kugelblitz – Ursel Scheffler
- Mimi und Brumm verlieren Simon – Gabrielle Vincent
- One Woolly Wombat – Rod Trinca
- Sophiechen und der Riese – Roald Dahl
- Der weiße Wolf – Käthe Recheis

Sach- und Dokumentarliteratur
- Berliner Mietshaus – Irina Liebmann
- Der Cinderella-Komplex – Colette Dowling
- Deutsches Heim – Glück allein. Wie Türken Deutsche sehen – Dursun Akçam
- Das gezähmte Feuer – Elfriede und Eberhard Binder; Idee: Alfred Könner
- Palimpseste. Die Literatur auf zweiter Stufe – Gérard Genette
- Die Vernichtung der europäischen Juden – Raul Hilberg

Drama
- Karagöz in Alamania – Emine Sevgi Özdamar
- The Real Thing – Tom Stoppard

Weitere Werke
- Das Buch der Unruhe (OA) – Fernando Pessoa (postum)
- The Rattle Bag (Lyrik-Anthologie, OA) – Hrsg.: Seamus Heaney und Ted Hughes

## Geboren

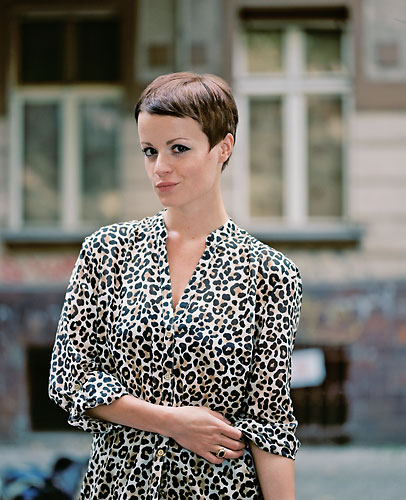
Rabea Edel

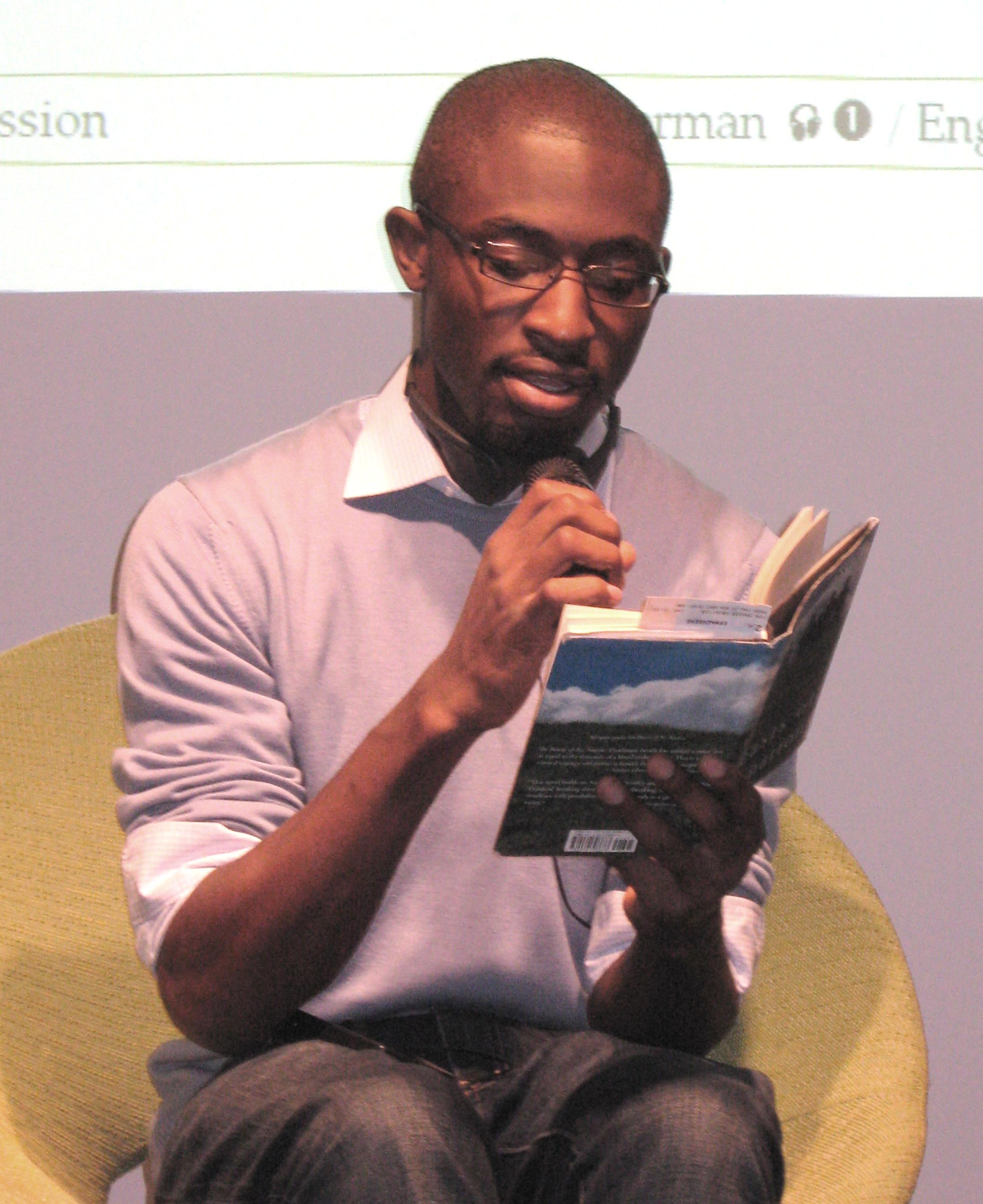
Uzodinma Iweala bei einer Lesung auf der Frankfurter Buchmesse am 17. Oktober 2008

- 08. Januar: Claudia Grehn, deutsche Dramatikerin
- 09. Januar: Nora Bossong, deutsche Schriftstellerin
- 09. Januar: Benjamin Lebert, deutscher Schriftsteller
- 05. Februar: Slaviša Pavlović, serbischer Schriftsteller und Dichter
- 05. Februar: Philipp Weiss, österreichischer Schriftsteller
- 03. März: Ann Cotten, deutschsprachige Schriftstellerin
- 09. März: Frédéric Valin, deutscher Schriftsteller und Journalist
- 14. März: Bernhard Strobel, österreichischer Schriftsteller und Übersetzer aus dem Norwegischen
- 15. April: Dénes Krusovszky, ungarischer Dichter und Schriftsteller
- 27. April: Patricia Lockwood, US-amerikanische Dichterin und Schriftstellerin
- 09. Mai: Kathrin Steinberger, österreichische Kinder- und Jugendbuchautorin
- 20. Mai: T. J. Klune, US-amerikanischer Schriftsteller
- 26. Mai: Constantin Virgil Bănescu, rumänischer Lyriker († 2009)
- 17. Juni: Dirk Laucke, deutscher Dramatiker
- 24. Juni: Jakub Ćwiek, polnischer Fantasy-Autor
- 03. Juli: Christopher Kloeble, deutscher Schriftsteller
- 12. Juli: Benjamin Lacombe, französischer Autor, Illustrator und Zeichner
- 15. Juli: Laura Barnett, britische Schriftstellerin
- 25. Juli: Philipp Hager, österreichischer Schriftsteller
- 31. Juli: Rabea Edel, deutsche Schriftstellerin
- 04. August: Fabian Burstein, österreichischer Autor, Verleger und Filmemacher
- 27. August: Lolita Pille, französische Schriftstellerin
- 13. September: Finn-Ole Heinrich, deutscher Autor und Filmemacher
- 22. September: Priit Põhjala, estnischer Semiotiker und Kinderbuchautor
- 23. September: Han Han, chinesischer Schriftsteller, Herausgeber und Blogger
- 25. Oktober: Victoria Francés, spanische Malerin und Schriftstellerin
- 05. November: Uzodinma Iweala, US-amerikanischer Schriftsteller
- 08. November: Lauren Oliver, US-amerikanische Jugendbuchautorin
- 11. November: Anne Pätzke, deutsche Illustratorin und Kinderbuchautorin
- 15. November: Clemens J. Setz, österreichischer Schriftsteller und Übersetzer
- 17. November: Becky Albertalli, US-amerikanische Jugendbuchautorin
- 10. Dezember: Reinhard Kaiser-Mühlecker, österreichischer Schriftsteller
- 19. Dezember: Paolo Giordano, italienischer Schriftsteller

### Genaues Datum unbekannt
- Anselm Audley, britischer Fantasy-Autor
- Ariel Farace, argentinischer Schriftsteller, Schauspieler und Theaterregisseur
- Anne Freytag, deutsche Schriftstellerin
- Tendai Huchu, simbabwischer Schriftsteller
- Paula Köhlmeier, österreichische Schriftstellerin († 2003)
- Petra Maria Kraxner, österreichische Schriftstellerin
- Torben Kuhlmann, deutscher Illustrator und Bilderbuchautor
- Elin Lindqvist, schwedische Schriftstellerin
- Imbolo Mbue, US-amerikanische Schriftstellerin
- Fernanda Melchor, mexikanische Schriftstellerin
- Maria Milisavljević, deutsche Dramatikerin
- Lena Müller, deutsche Übersetzerin und Autorin
- Sebastian Polmans, deutscher Schriftsteller
- Noemi Schneider, deutsche Regisseurin, Redakteurin und Buchautorin

## Gestorben

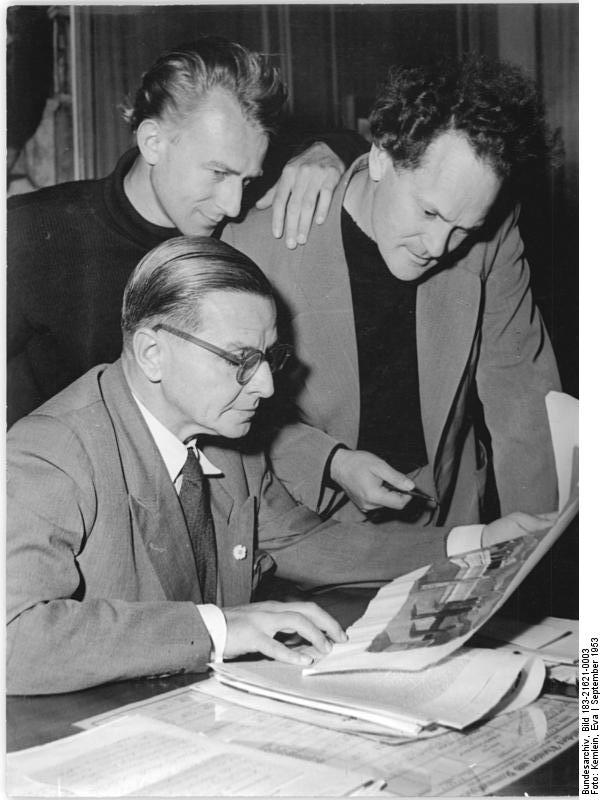
Dramaturg Heinar Kipphardt (Mitte) bei der Besprechung eines Bühnenbild-Entwurfs für das Deutsche Theater

- 19. Januar: Marya Zaturenska, amerikanische Schriftstellerin (* 1902)
- 27. Januar: Alexander Abusch, Journalist, Schriftsteller und Politiker in der DDR (* 1902)
- 29. Januar: Boubou Hama, nigrischer Autor und Politiker (* 1906)
- 17. Februar: Oskar Paulini, deutscher Schriftsteller siebenbürgisch-sächsischer Herkunft (* 1904)
- 18. Februar: Ngaio Marsh, neuseeländische Krimi-Schriftstellerin (* 1895)
- 02. März: Philip K. Dick, US-amerikanischer Schriftsteller (* 1928)
- 03. März: Georges Perec, französischer Schriftsteller (* 1936)
- 06. März: Ayn Rand, US-amerikanische Schriftstellerin und Philosophin (* 1905)
- 20. März: Marietta Schaginjan, sowjetische Schriftstellerin (* 1888)
- 20. März: Leonid Zypkin, sowjetischer Schriftsteller (* 1926)
- 20. April: Archibald MacLeish, US-amerikanischer Dichter und Politiker (* 1892)
- 05. Mai: Irmgard Keun, deutsche Schriftstellerin (* 1905)
- 10. Mai: Peter Weiss, deutscher Schriftsteller, Maler, Graphiker (* 1916)
- 05. Juni: Nishiwaki Junzaburō, japanischer Schriftsteller (* 1894)
- 10. Juni: Rainer Werner Fassbinder, deutscher Regisseur, … und Dramatiker (* 1945)
- 17. Juni: Zdeněk Kalista, tschechischer Historiker, Dichter, Literaturkritiker, Herausgeber und Übersetzer (* 1900)
- 18. Juni: Djuna Barnes, US-amerikanische Schriftstellerin (* 1892)
- 18. Juni: John Cheever, US-amerikanischer Schriftsteller (* 1912)
- 07. Juli: Tsubota Jōji, japanischer Kinderbuchautor (* 1890)
- 20. Juli: Okot p’Bitek, ugandischer Dichter, Lehrer und Ethnologe (* 1931)
- 25. Juli: Hal Foster, US-amerikanischer Comic-Autor und -Zeichner (* 1892)
- 25. Juli: Gabriele Tergit, deutsche Journalistin und Schriftstellerin (* 1894)
- 10. August: Peter de Mendelssohn, deutsch-britischer Schriftsteller, Historiker und Essayist (* 1908)
- 14. September: John Gardner, US-amerikanischer Schriftsteller und Übersetzer (* 1933)
- 25. Oktober: Karl Bruckner, österreichischer Schriftsteller (* 1906)
- 18. November: Heinar Kipphardt, deutscher Dramatiker (* 1922)
- 03. Dezember: Dora Dunkl, deutsch-österreichische Lyrikerin und Schriftstellerin (* 1925)
- 08. Dezember: Ján Smrek, slowakischer Schriftsteller und Herausgeber (* 1898)
- 09. Dezember: Fritz Usinger, deutscher Schriftsteller (* 1895)
- 21. Dezember: John Hargrave, britischer Autor, Politiker (* 1894)
- 24. Dezember: Louis Aragon, französischer Historiker, Dichter und Schriftsteller (* 1897)